# Sphaerotheciella pachycarpa
Sphaerotheciella pachycarpa är en bladmossart som beskrevs av Monte Gregg Manuel 1981. Sphaerotheciella pachycarpa ingår i släktet Sphaerotheciella och familjen Cryphaeaceae. Inga underarter finns listade i Catalogue of Life.